# Ivan Koloff
Oreal Donald Perras (Montreal, Quebec, Canadá, 25 de agosto de 1942-Winterville, Carolina del Norte, Estados Unidos, 18 de febrero de 2017) más conocido como The Russian Bear e Ivan Koloff, fue un luchador profesional de lucha libre canadiense. Se crio en una granja de productos lácteos en Canadá. Proviene de una familia de siete chicos y tres chicas.

## Vida personal
Después de mirar a los profesionales que luchaban en televisión desde que tenía ocho años, quería tanto llegar a ser un luchador profesional que luchaba con sus tareas en las granjas de productos lácteos, al igual que con sus hermanos. A la edad de 18 años, dejó la escuela e ingresó en la escuela de lucha libre de Jack Wentworth's en Hamilton, Ontario. Su entrenamiento incluía la halterofilia y las técnicas de lucha libre. En aquel entonces debutó caracterizado de irlandés llamado Red McNulty
Durante los siguientes tres años, Perras luchó alrededor del área de Toronto, dejando finalmente su trabajo regular para luchar en el área del noroeste. Mientras estuvo allí, Perras adquirió su experiencia de lucha e hizo después su primer viaje a Japón.

## Nace el Oso Ruso
En 1967 nació el personaje The Russian Bear (El Oso Ruso) Ivan Koloff y debutó con la Asociación Internacional de Lucha en Montreal, Quebec, llegando a ser el campeón Pesado Internacional. Los siguientes 31 años consistieron en viajes a Europa, a Japón, a Australia, a Antillas, y a Puerto Rico, así como a los Estados Unidos. Pronto obtuvo su lucha de estreno en la televisión en Pittsburg, Pensilvania contra Bruno Sammartino. En 1971, Perras, luchando bajo el pseudónimo de "The Russian Bear" Ivan Koloff, derrotó al campeón de peso pesado de la WWWF Bruno Sammartino, terminando así sus siete años de reinado. Koloff perdería el título después de un tiempo corto, contra Pedro Morales.
En los años ochenta, Ivan tuvo gran éxito en la NWA. Allí ganó el NWA World Tag Team Championship y el NWA World Six-Man Tag Team Championship. También tuvo un rol esencial en el éxito de su "sobrino" Nikita Koloff, ayudando a entrenarlo y convirtiéndolo en una estrella. Sus socios regulares durante su estadía en la NWA fueron Ray Stevens, Don Kernodle, Nikita Koloff y Krusher Khruschev.  Sus enemistades heredadas más grandes fueron The Road Warriors, the Rock 'n' Roll Express (Ricky Morton & Robert Gibson) y Magnum T.A.
Perras estuvo un tiempo en el Ejército de Paul Jones en 1988, donde entreno a los Powers of Pain, The Barbarian y The Warlord. El luego se separó de Jones, reuniéndose con su sobrino Nikita, y luchando con el equipo de Jones, los  "Russian Assassins", antes de abandonar Jim Crockett Promotions en enero de 1989. 
En el circuito independiente, él estaba muy activo, tuvo enemistades con Wahoo McDaniel y Jimmy Valiant "The Russian Bear" fue inmortalizado en la canción de "The Ramones", "The Crusher", de su último álbum "Adiós Amigos". En 1989, estuvo en Puerto Rico y se proclamó campeón de Puerto Rico peso completo de la WWC Capitol Sports Promotion.  En Puerto Rico, fue manejado por El Profe.

## Retiro
Desde su retiro, vivió en Winterville, Carolina del Norte con su esposa, Renae, y sus cuatro hijos adultos. Estaba escribiendo un libro llamado "That Wrestling Fake?", el cual será publicado en octubre. En 1995, Perras se convirtió en un cristiano renacido. Desde entonces viaja de iglesia a iglesia para dar su testimonio. Falleció el 18 de febrero de 2017 a los 74 años de edad.

## Campeonatos y reconocimientos
- Championship Wrestling from Florida
- NWA Florida Southern Heavyweight Championship
  - NWA Florida Tag Team Championship (5 veces) -- con Patt Patterson (1), Maisa Saito (3), Nikolai Volkoff(1)
- Georgia Championship Wrestling
  - NWA Georgia Tag Team Championship (7 veces) -- con Ole Anderson (5), Alexis Smirnoff (2)
- Maple Leaf Wrestling
  - NWA Canadian Heavyweight Championship (versión de Toronto)
- Mid-Atlantic Championship Wrestling
  - NWA Mid-Atlantic Heavyweight Championship (4 veces)
  - NWA Mid-Atlantic Tag Team Championship (1 vez) con Don Kernodle
  - NWA Mid-Atlantic Television Championship (2 veces)
  - NWA Television Championship (3 veces)
  - NWA United States Tag Team Championship (2 veces) con Krusher Khruschev (1) y Dick Murdoch (1)
  - NWA World Six-Man Tag Team Championship (2 veces) con Nikita Koloff (1) y Krusher Khruschev (1)
  - NWA World Tag Team Championship (Mid-Atlantic version) -- (4 veces) con Nikita Koloff (1) Nikita Koloff y Krusher Khruschev (1), Ray Stevens (1), y Don Kernodle(1)
- Pro Wrestling Illustrated
- PWI lo situó # 212 de los 500 mejores luchadores individuales en el año 2003
- PWI lo situó # 60 de los 100 mejores equipos junto con  Gene Anderson
- PWI lo situó # 64 de los 100 mejores equipos con Nikita Koloff
- PWI lo situó # 85 de los 100 mejores equipos con Ray Stevens

World Wide Wrestling Federation/WWE
- WWWF World Heavyweight Championship
- WWE Hall of Fame (2025)

World Wrestling Association
- WWA World Heavyweight Championship

World Wrestling Council
- WWC Puerto Rico Heavyweight Championship

Otros Títulos
- ACW Tag Team Championship (1 vez) - con Vladimir Koloff
- CREW Heavyweight Championship
- Great Lakes Heavyweight Championship
- IWA Tag Team Championship (1 vez) - con "Mad Dog" Maurice Vachon
- IWA (Montreal) International Heavyweight Championship
- VWA Heavyweight Championship